# 蟋蟀17
蟋蟀17(Grille 17)，或稱為火砲搬運虎式 Geschützwagen Tiger(簡稱G.W Tiger)。 是納粹德國在第2次世界大战期间研发期間開發的自行火炮，不過直到德國戰敗都未能服役。

## 設計與研發
17cm K72是一款相當優秀的火炮，但是由於重量過重，搬運不易，德軍一直有將其自走化的計畫，起初是打算以虎I戰車底盤為基礎，但後來計畫被取消。後來以「Gerät 809：809號機材」為名稱，由克虜伯在1942年夏天，決定使用虎II坦克的底盤加以延長，來開發本款自走砲。是一款估計為53-58噸，預計攜帶17cm K72 / L50火砲的車輛(亦有搭載21cm Mörser 18以及其他火炮的計畫)。

跟幾種先前設計的火炮搬運車一樣，本車的火炮並非固定式設計，而是有便於拆卸的軌道，方便火炮卸下甚至放置於固定陣地射擊。本車標準成員配有八名，除了車長、無線電員、駕駛與射手之外，居然包含了四名填彈手。可能是因為由於本車搭載的火砲口徑大，使得砲彈與裝藥均十分巨大，所以必須要由多名填彈手才足以應付。
本車預計搭配邁巴赫 HL230P30或HL230P45汽油，使本車可以達到45公里/小時。雖然油箱容量為1000公升，但是由於車身巨大、油耗驚人，行駛距離僅能達到250公里。
雖然本車早在1942便開始設計，不過由於戰局的變化，本車所需求的任務應為突擊砲或是自走榴彈砲、甚至是迫砲車，因為需求變更數次，所以設計也一再變更，直到最後都未能定案。在接近戰爭末期之時有造出一台原型車，但未搭載火砲。在德國戰敗後，本原型車在德國北部的Haustenbeck為盟軍所擄獲，但後來就不知去向。

## 文獻參考
- Janusz Ledwoch, 1997, Niemieckie wozy bojowe 1933-1945, Warszawa, Militaria, ISBN 83-86209-57-7.
- http://www.tanks-encyclopedia.com/ww2/nazi-germany/grille-1721-artillery-spg/ （页面存档备份，存于）
- https://web.archive.org/web/20190730120204/https://console.worldoftanks.com/zh-tw/encyclopedia/vehicles/germany/G45_G_Tiger/

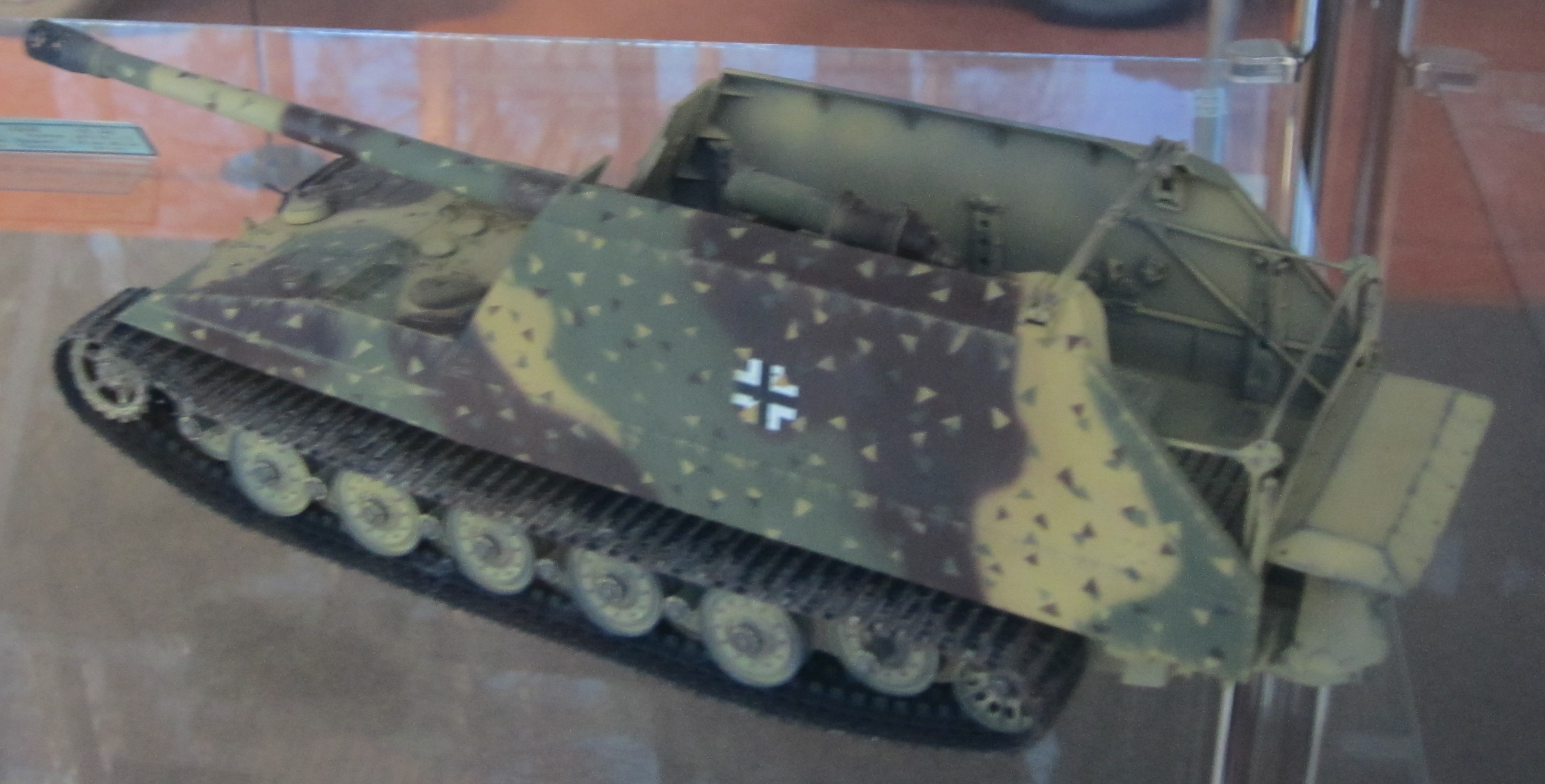
一台蟋蟀17的模型